# لیبرتیویل (آلاباما)
لیبرتیویل (به انگلیسی: Libertyville) شهری در شهرستان کاوینگتون ایالت آلاباما است که مساحت آن ۱٫۳۵ کیلومتر مربع است و در سرشماری سال ۲۰۱۰ میلادی، ۱۱۷ نفر جمعیت داشته و تراکم جمعیتی آن، ۸۶٫۶۷ نفر در هر کیلومتر مربع بوده است.